# 10031 Vladarnolda
10031 Vladarnolda
10031 Vladarnolda là một tiểu hành tinh vành đai chính với chu kỳ quỹ đạo là 1521.8960898 ngày (4.17 năm).
Nó được phát hiện ngày 7 tháng 9 năm 1981.
Nó được đặt theo tên Vladimir Igorevich Arnold, a late nhà toán học who made important contributions in a number of areas including dynamical systems theory, catastrophe theory, topology, algebraic geometry, classical mechanics và singularity theory, including posing ADE classification problem, since his first main result—the solution thuộc Hilbert's thirteenth problem in 1957.